# Piper PA-38 Tomahawk
Il Piper PA-38 Tomahawk è un monomotore biposto da turismo con capacità semi acrobatiche prodotto dall'azienda statunitense Piper Aircraft dai tardi anni settanta.
Caratterizzato da configurazione alare ad ala bassa, impennaggio a T e carrello d'atterraggio triciclo fisso, e destinato al mercato dell'aviazione generale, ebbe molto successo come addestratore in numerose scuole di volo.

## Storia

### Sviluppo
Il Tomahawk era il tentativo della Piper Aircraft di generare un addestratore a due posti non troppo costoso. Prima della progettazione del velivolo, la Piper ha ampiamente consultato degli istruttori di volo per i loro consigli sulla progettazione. Una caratteristica del Piper Tomahawk è che i controlli di volo imitano quelli di un velivolo molto più pesante. Di conseguenza, i piloti si possono addestrare in preparazione al passaggio a velivoli più grandi, per questo il Tomahawk ebbe molto successo con l'U.S. Air Force flying clubs.

#### Produzione
Il Tomahawk fu introdotto nel 1977, l'aereo fu prodotto fino al 1982: la versione chiamata Piper PA-38 Tomahawk II fu prodotta nel 1981 e nel 1982.
Il Tomahawk II aveva un migliorato riscaldamento della cabina, era stato migliorato il sistema di disappannamento del parabrezza, rivisto e migliorato il trim di profonditá, il vettore di spinta del motore, l'isolamento acustico della cabina, le ruote e gomme furono aumentate a 6" per aumentare il franco elica da terra per migliore l'operativitá su piste sporche e in erba.